# Bongô
Bongô é um instrumento musical do tipo membranofone, composto por dois pequenos tambores unidos entre si por uma placa, na maioria das vezes, feita de madeira.
Em geral abertos na extremidade oposta da pele e o corpo é geralmente cônico e constituído de várias peças de madeira encaixadas e presas por um ou mais anéis metálicos, numa construção semelhante a um barril. Encontram-se também menos frequentemente, bongôs que são feitos de uma única peça de madeira escavada ou de meia seção de um coco ou cabaça.
Um dos tambores tem um diâmetro um pouco maior do que o outro. Embora não tenham altura definida, a tensão da pele pode ser ajustada para obter a faixa de alturas desejada. A diferença de tamanho faz com que um dos tambores seja mais grave do que o outro. O tambor maior e mais grave é chamado de hembra (fêmea em espanhol) e o menor e mais agudo é o macho. O macho tem em média um diâmetro de 6 a 6½" (15 a 16 cm), enquanto a hembra possui este valor em torno de 25 e 34" (cerca de 20 cm).A pele utilizada pode ser de gado, cabra ou mula. Em Cuba, é possível encontrar o uso de filmes de raio-X como pele para hembras. Antigamente, a pele era pregada ao casco. Hoje, o sistema de afinação é feito através de aros de metal e parafusos.

## Origens

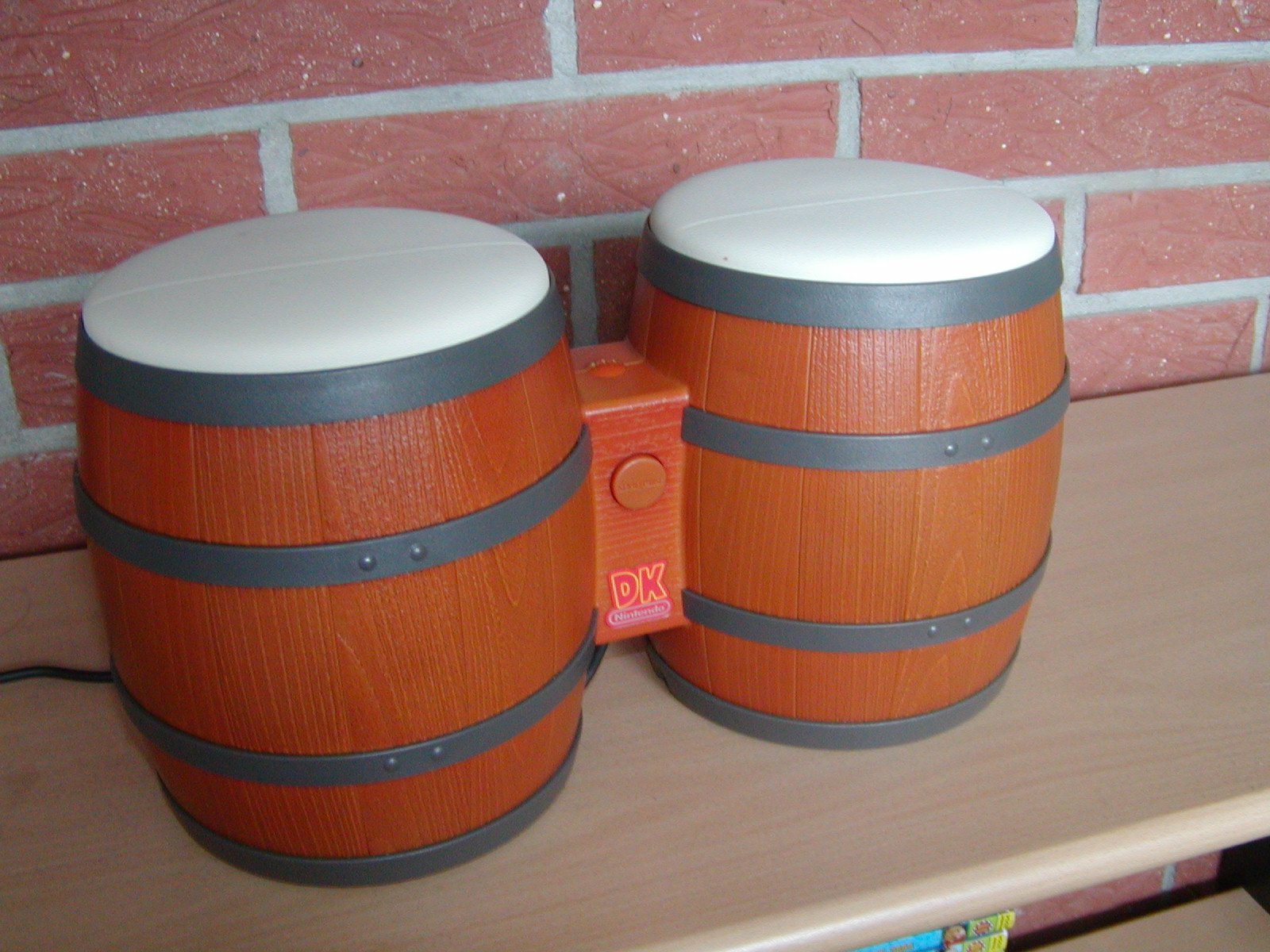
Bongôs do jogo eletrônico Donkey Kong.

Há controvérsias sobre a origem dos bongôs. Tambores semelhantes existem no Egito, no Oriente Médio, onde são conhecidos por marwas e em Marrocos onde são chamados de Tbila. Também a Tabla, utilizadas na música indiana tem parentesco distante com os bongôs. Em sua forma moderna, surgiu no final do século XIX na província de Oriente, em Cuba. Era um instrumento muito utilizado pelos grupos de Son e Changui, estilos musicais oriundos da fusão da música africana com a música espanhola, que deram origem ao grupo de ritmos conhecido hoje como salsa. Seu uso por estes tornou-se menos significativo na década de 1940, quando as tumbadoras foram introduzidas nas orquestras de baile.
Porém, nesta mesma época, o bongô começou a ser utilizado como o símbolo para os novos ritmos que surgiam. Seu tamanho e seu preço acessível  fizeram do bongô uma moda, tanto como instrumento musical como souvenir. Um famoso bongocerro (tocador de bongô) que ajudou na construção deste sucesso comercial foi Jack Costanzo, conhecido como Mr. Bongo, ao acompanhar Nat King Cole. Outros grandes nomes deste instrumento, e que devem ser tomados como referência, são: Ray Romero, Armando Peraza, Willie Rodriguez, Ray Barreto, Patato Valdez, Manny Oquendo e Mongo Santamaría.

## Execução
Durante a execução, os bongôs são colocados em um suporte com altura ajustada para que o percussionista possa tocá-lo de pé. Também é possível tocá-lo sobre o colo, ou preso entre os joelhos, com cuidado para que as aberturas não sejam bloqueadas. O bongô é tocado com as mãos, por percussão da pele do instrumento. Sons diferentes podem ser obtidos se a pele for golpeada no centro ou na beirada e também há variações de acordo com a parte da mão utilizada. A ponta dos dedos proporciona um som mais brilhante enquanto que a palma da mão gera um timbre abafado. Efeitos adicionais podem ser obtidas se uma das mãos for usada para pressionar a pele de um dos tambores, enquanto a outra é usada para bater. Isso permite variar a altura obtida pela mesma pele. Geralmente os dois tambores são tocados simultaneamente - um sendo usado para os baixos, e o outro para os sons agudos, proporcionando células rítmicas bastante rápidas e complexas.
Os bongôs são utilizados principalmente na música do Caribe - rumba, bachata, salsa, merengue e reggae. Nestes ritmos normalmente é tocado junto com as congas e as tumbadoras. O padrão básico do bongô é o chamado martillo (martelo, em castelhano) que marca o primeiro e terceiro tempos sobre o macho e o quarto tempo sobre a hembra. As mãos se alternam: a direita marca os tempos, e a esquerda preenche os espaços com variações rítmicas que podem ser bastante criativas, sem nunca deixar de sustentar o ritmo.
Em uma orquestra tradicional, o bongosero possui duas funções. Durante a introdução, os versos e os solos de dinâmica baixa, ele toca o bongô. Quando a música cresce, sendo o bongô um instrumento de volume sonoro inferior ao dos demais, o bongosero troca de instrumento, passando a tocar a campana (uma espécie de cowbell; em espanhol, cencerro).